# 出花园
出花园是潮汕地区和部分客家地区的一种成人礼。在潮州人的眼里，未成年的孩子就像是生活在花园里一样，等到其成年时（虚岁15岁），就要将孩子“牵出花园”，表示其已成年能独立生活。
2009年，潮州“出花园”入选广东省第三批省级非物质文化遗产名录，申报地区为潮州市湘桥区；2014年，出花园仪式入选汕头市第四批市级非物质文化遗产名录；2018年，汕头“出花园”被列入广东省第七批省级非物质文化遗产名录中。

## 主要仪式
虽潮汕、梅州各县市略有不同，但大体上遵循这样的做法。

### 祭拜仪式
一般选择农历三、五、七月，大体多是七月初七乞巧节这天举行，用浸泡过12种不同的鲜花（十二色花）的水为孩子沐浴，扎上新红肚兜（现被背心代替），腰兜里压着12颗桂圆和两枚铜钱或银元，穿上外婆送上的新衣服与红木屐，接着祭神拜别床脚下的公婆神或灶神，完毕扔掉香炉碗。

### 食用仪式
少年那天还要“咬鸡头”，倘若属鸡的就要改吃鸭头或鹅头，吃甜菜汤圆和象征长寿的面条。

### 与冠礼、笄礼的异同
相同之处都需要请算命先生择选吉日，以及“加衣”换新衣服。不同之处“出花园”的年龄要小于冠礼，古代举行冠礼是在男孩的20岁，笄礼是在女孩的15岁，而潮州出花园不管男孩女孩都是在15虚岁。

### 地方差异
- 在潮州市潮安区和汕头市澄海区：出花园的孩子应该用12种不同的花瓣浸泡在水中清洗身体。之后，他们应该穿上母亲为他们制作的新红色肚兜，并在肚兜中放入12颗龙眼和两枚铜币。然后他们应该穿上祖母给的新衣服和红色木屐。
- 在饶平县（潮州）：饶平的孩子们必须用两枝榕树、两枝竹子、两枝桃树、两枝状元竹、两朵石榴花和两株草浸泡在水中洗净身体，而不是鲜花。[8]
- 在一些地方，会给出花园的孩子耳边别上石榴花，类似于泰式婚礼的做法。[9][10]

有些地方还有挽面开脸点吉祥痣、扮观音、穿红色或纯白内衣（必须是平角内裤，寓意“平平安安”）、穿耳洞等习俗。

## 历史

### 由来
据说穿红木屐和吃鸡头的仪式起源于明代潮州状元学者林大钦。他上学时，因为家境贫寒，买不起一双红布鞋，所以他穿着红色的木屐。有一天，他看到一个老人抱着一只鸡，旁边有一副红对联。对联的第一行写着“雄鸡头上髻”，而对联的第二行是空白的。老人承诺，任何能匹配这副对联的人都会得到他的公鸡。林大钦站了一会儿，回答道：“牝羊颔下须”。老人对这副完美的对联很满意，给林大钦送了一只公鸡。回到家后，林的父亲将公鸡宰杀煮熟，并将鸡头作为奖励送给林大钦，意为名列前茅。后来，林大钦确实毕业为状元，成为了家喻户晓的名字。从那时起，潮汕人认为是好兆头，所以父母在孩子上学时给他们买了红色的木屐，并在出花园那天把鸡头送给孩子。

### 现代发展
在潮州，出花园仪式曾一度被禁止。改革开放之后，一些家庭开始静默举行，并逐渐在当地复兴。
随着经济的发展和人们观念的改变，礼仪也发生了一定程度的变化。有些人可能会选择放弃复杂的仪式，只在餐馆、酒店或家中办宴会，并给孩子一些礼物。此外，肚兜变成了背心（或背心式胸罩）和平角内裤、木屐变成了各式红鞋，父母和亲戚送给他们的礼物也从新衣服和新鞋变成了电子产品（手机、iPad、电脑、数码相机等）、金银首饰、手表、护身符（如手绳、佛牌）等等。然而，虽然仪式已经改变，但这一特殊的成年仪式的美好意义仍然存在。

## 备注
1. ↑  因地区而异。红色内衣类似“本命年”习俗；白色寓意“清清白白”、“明明白白”。